# Casper Vogell

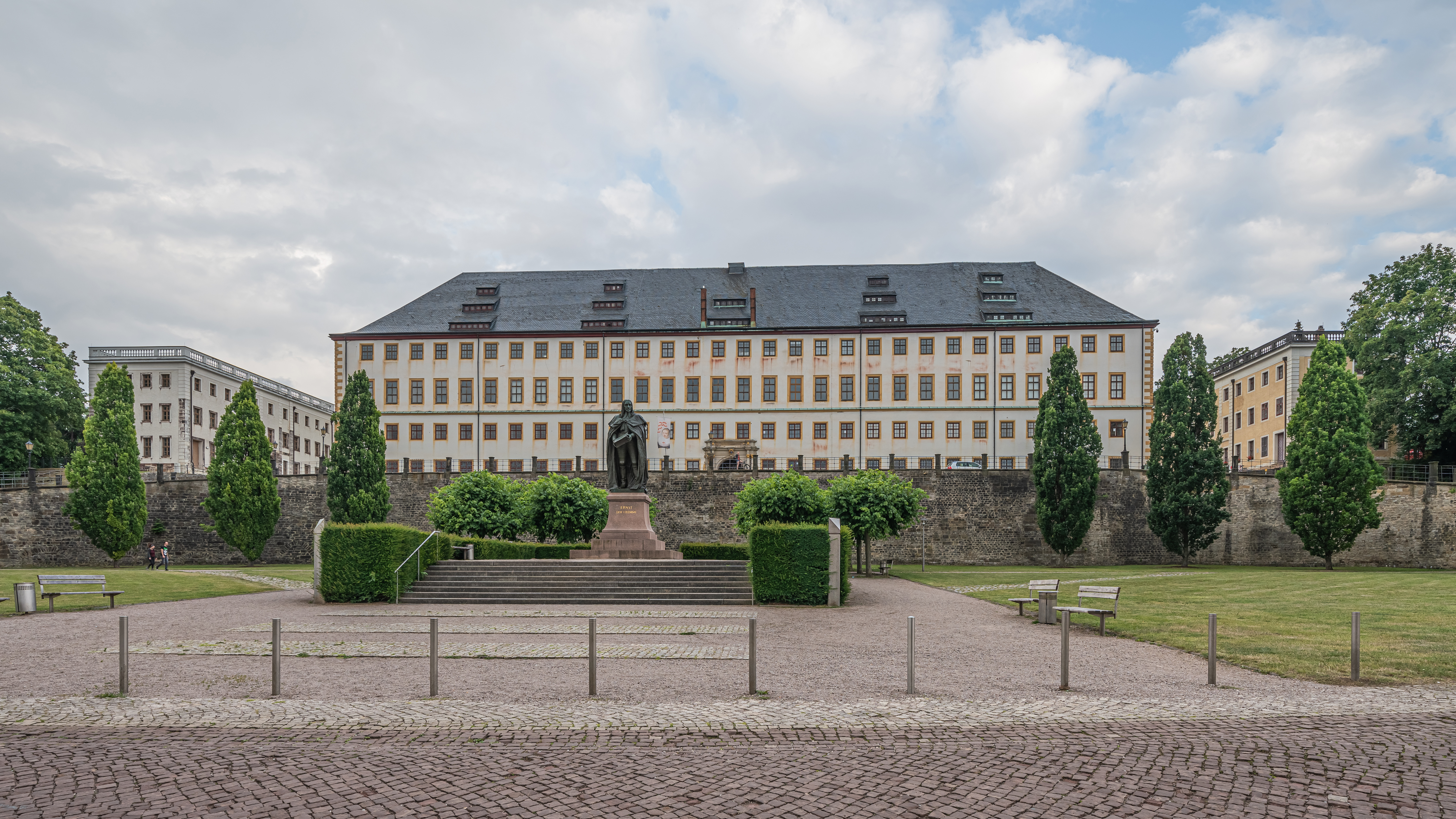
Schloss Friedenstein

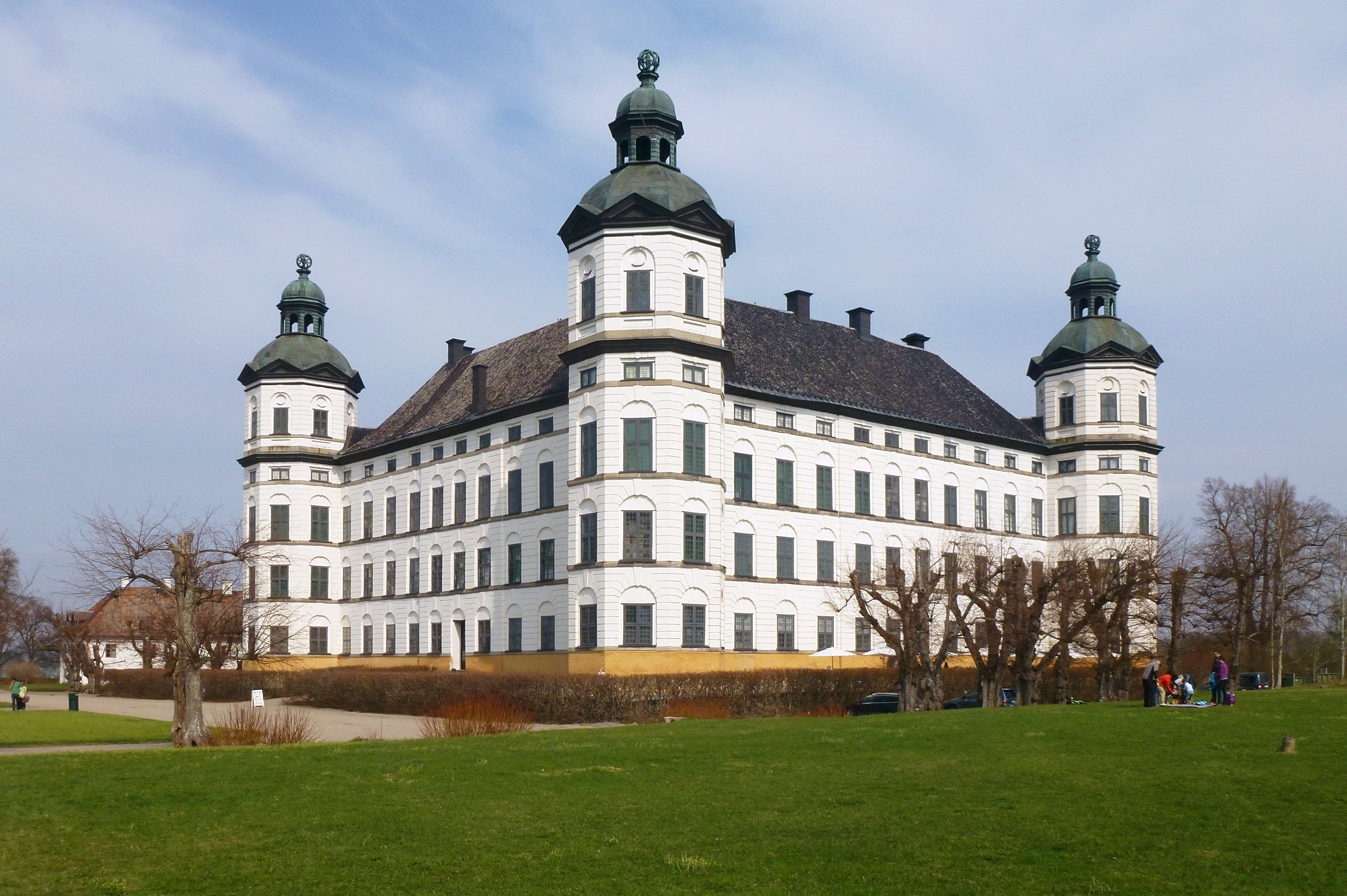
Schloss Skokloster, Schweden

Casper Vogell (* um 1600; † 1663) war ein Baumeister aus Thüringen.

## Biographie
Über die Frühzeit und Ausbildung des sehr wahrscheinlich aus Thüringen stammenden Casper Vogell (geläufig auch unter der Namensvariante Caspar Vogel) ist bisher nichts bekannt. Eventuell ist das Dorf Nägelstedt in der gleichnamigen Kommende der Deutschordens-Ballei Thüringen im Thüringer Kreis des Kurfürstentums Sachsen sein Geburtsort, da sich hier verwandtschaftliche Beziehungen nachweisen lassen.
Seit 1625 befand er sich im Dienst der Stadt Erfurt, wo er 1631 durch den schwedischen König Gustav Adolf sowie Herzog Wilhelm IV. von Sachsen-Weimar zum Ausbau der Befestigungsanlagen herangezogen wurde. Ein Dienstverhältnis zu den Schweden in Erfurt bestand bis zu deren Abzug aus der thüringischen Metropole im Jahr 1650. Seit Mitte der 1630er Jahre stand er neben seiner Tätigkeit in Erfurt auch im Dienst von Herzog Ernst dem Frommen, in dessen Auftrag er unter anderem ab 1643 zusammen mit Andreas Rudolff an den Planungsarbeiten sowie der Bauausführung von Schloss Friedenstein beteiligt war. Der Ausführungsentwurf für diesen größten deutschen Schlossbau in der Zeit des Dreißigjährigen Krieges stammt nach heutigem Wissensstand von Vogell selbst. Im Auftrag des Gothaer Herzog arbeitete Vogell auch an der Veste Wachsenburg, in Oldisleben sowie bei der Schiffbarmachung von Unstrut, Weser und Werra.
Seit der zweiten Hälfte der 1640er Jahre kam es zu verstärkten Kontakten zum schwedischen General Carl Gustav Wrangel, für den Vogell in der Folge Anfang der 1650er Jahre verschiedene Bauarbeiten in Bremervörde und Schloss Wrangelsburg bei Greifswald ausführte. Ferner wird ihm eine Beteiligung an der Bauplanung bzw. -ausführung von Wrangels Schloss Skokloster in Schweden zugeschrieben. Vogell ist vor dem 12. Dezember 1663, wahrscheinlich auf einer Dienstreise, gestorben. Im Kirchenbuch der Erfurter Michelisgemeinde wird irrtümlich als Nachtrag der 9. November 1664 vermerkt.